# Округ Барага (Мичиген)
Барага (енгл. Baraga County) је округ у америчкој савезној држави Мичиген.

## Демографија
По попису из 2010. године број становника је 8.860, што је 114 (1,3%) становника више него 2000. године.
| Група             | 2000.         | 2010.         |
| Белци             | 6.849 (78,3%) | 6.605 (74,5%) |
| Афроамериканци    | 436 (5,0%)    | 635 (7,2%)    |
| Азијати           | 24 (0,3%)     | 13 (0,1%)     |
| Хиспаноамериканци | 81 (0,9%)     | 86 (1,0%)     |
| Укупно            | 8.746         | 8.860         |